# Dmitrij Dmitrijew (1901–1939)
Dmitrij Matwiejewicz Dmitrijew (Płotkin), ros. Дмитрий Матвеевич Дмитриев (Плоткин) (ur. w styczniu 1901 w Jekaterynosławiu, zm. 7 marca 1939) – radziecki funkcjonariusz służb specjalnych, komisarz bezpieczeństwa państwowego III rangi.

## Życiorys
Był narodowości żydowskiej. W 1918 uczył się w szkole komercyjnej w Jekaterynosławiu, później był inspektorem jekaterynosławskiego oddziału edukacji narodowej, 1918–1919 był członkiem komunistycznej frakcji partii Poalej Syjon, w styczniu 1920 został lektorem politycznym gubernialnego nadzwyczajnego komitetu sanitarnego w Jekaterynosławiu. W 1920 pracował w jekaterynosławskim gubernialnym komisariacie wojskowym, 1920-1922 służył w wojskach Czeki, od 1921 należał do RKP(b), od 1922 do sierpnia 1924 był pełnomocnikiem Wydziału Ekonomicznego Pełnomocnego Przedstawicielstwa GPU/OGPU Południowego Wschodu. Od sierpnia 1924 do 15 sierpnia 1925 był szefem Wydziału II Zarządu Ekonomicznego OGPU ZSRR, od sierpnia 1925 do grudnia 1929 pełnomocnikiem i pomocnikiem szefa Wydziału II Zarządu Ekonomicznego NKWD ZSRR, od 10 grudnia 1929 do 25 listopada 1931 szefem Wydziału II, a od 16 lipca do 1 października 1930 i ponownie od 25 stycznia do 1 kwietnia 1931 szefem Wydziału IV Zarządu Ekonomicznego OGPU ZSRR. Od 1 kwietnia 1931 do 15 lutego 1932 był szefem Wydziału III Zarządu Ekonomicznego OGPU ZSRR, od 25 listopada 1931 do 27 maja 1935 pomocnikiem szefa Zarządu Ekonomicznego OGPU ZSRR/GUGB NKWD ZSRR, jednocześnie od 1 października 1932 do 1 kwietnia 1933 szefem Wydziału VII Zarządu Ekonomicznego OGPU ZSRR, a od 27 maja 1935 do 15 lipca 1936 zastępcą szefa Zarządu Ekonomicznego GUGB NKWD ZSRR, 29 listopada 1935 otrzymał stopień starszego majora bezpieczeństwa państwowego. Od 15 lipca 1936 do 22 maja 1938 był szefem Zarządu NKWD obwodu swierdłowskiego, 1 października 1936 awansowano go na komisarza bezpieczeństwa państwowego III rangi, od 22 maja do 28 czerwca 1938 pełnił funkcję szefa Głównego Zarządu Dróg Szosowych NKWD ZSRR. Był deputowanym do Rady Najwyższej ZSRR 1 kadencji. 20 grudnia 1932 otrzymał Order Czerwonego Sztandaru, a 19 grudnia 1937 Order Lenina.
28 czerwca 1938 został aresztowany, 7 marca 1939 skazany na śmierć przez Wojskowe Kolegium Sądu Najwyższego ZSRR pod zarzutem „aktywnego udziału w antyradzieckiej terrorystycznej i szpiegowskiej organizacji w systemie NKWD” i rozstrzelany. 9 grudnia 1994 pośmiertnie zrehabilitowany.